# فرودگاه گردن لیک
فرودگاه گردن لیک (به انگلیسی: Gordon Lake Airport) یک فرودگاه همگانی است که یک باند فرود چمن دارد و طول باند آن ۶۷۱ متر است. این فرودگاه در کشور کانادا قرار دارد و در ارتفاع ۴۸۸ متری از سطح دریا واقع شده‌است.